# Port lotniczy Kupang-El Tari
Port lotniczy Kupang-El Tari (indonez. Bandara El Tari) – port lotniczy w mieście Kupang, w Indonezji.

## Linie lotnicze i połączenia
- Batavia Air (Surabaja)
- Lion Air (Surabaja)
- Merpati Nusantara Airlines (Alor, Denpasar, Ende)
- Pelita Air Service (Ende, Meumere)
- Sriwijaya Air (Surabaja)